# Dnepr (foguete)
O foguete Dnepr, (em ucraniano Дніпро, em em russo Днепр) é um veículo de lançamento descartável, batizado com o nome do rio Dnieper.
Ele é um ICBM convertido para colocar satélites em órbita, operado pela provedora de serviços de lançamento ISC Kosmotras.
O primeiro lançamento, ocorreu em  21 de Abril de 1999, colocando com sucesso, o satélite experimental britânico UoSAT-12, de 350 kg numa órbita terrestre baixa de 650 km.

## Origens
O foguete Dnepr, é baseado no míssil R-36, projetado pelo Yuzhnoye Design Bureau em Dnipropetrovsk, Ucrânia.
O seu sistema de controle, foi desenvolvido e produzido pela Khartron na Carcóvia.
O Dnepr é um foguete de três estágios usando combustíveis líquidos hipergólicos armazenáveis.
Esses veículos lançadores, usados para colocar satélites em órbita, foram retirados de serviço como mísseis da Força Estratégica de Mísseis Russa e armazenados para uso comercial.
Um grupo de 150 ICBMs podem ser convertidos para uso e estão disponíveis até 2020.
O Dnepr pode ser lançado de Baikonur no Cazaquistão e também de um novo centro de lançamento localizado na base aérea de Dombarovsky próxima à cidade de Yasny na região de Orenburg na Rússia.

## Performance
O foguete Dnepr, tem apenas um pequeno número de modificações em relação ao míssil R-36MUTTH. A principal diferença é o adaptador de carga útil localizado no módulo superior, além de uma unidade de controle de voo modificada.
Essa versão básica, pode elevar 3.600 kg a uma órbita terrestre baixa de 300 km de altitude com inclinação de 50,6° ou 2.300 kg a uma órbita heliossíncrona de 300 km de altitude com inclinação de 98,0°.
Em uma missão típica, o Dnepr libera uma carga útil principal e uma secundária composta por satélites miniaturizados e CubeSats. Um número de rebocadores espaciais estão sendo desenvolvidos e vão ser acoplados ao módulo superior, sacrificando volume e massa de carga útil mas permitindo órbitas que requerem mais energia incluindo órbitas de escape interplanetárias. 

## Histórico de lançamentos
Antes de entrar em serviço comercial, o Dnepr esteve em serviço com a Força Estratégica de Mísseis, que lançou a versão ICBM 160 vezes com uma taxa de sucesso de 97%. O foguete foi usado várias vezes para objetivos comerciais com uma única falha.
O Dnepr atualmente detêm o recorde do maior número de satélites postos em órbita num único lançamento. Em 21 de Novembro de 2013, um foguete Dnepr colocou em órbita 32 satélites e um experimento em órbita terrestre baixa. O lançamento de Abril de 2007 com 14 cargas úteis, deteve o recorde até 20 de Novembro de 2013, quando um foguete Minotaur I, Norte americano, colocou 29 satélites e dois experimentos em órbita.
| Voo | Data       | Carga útil | Órbita                                    | Local    |
| --- | ---------- | --- | ----------------------------------------- | -------- |
| 1   | 21/04/1999 | UoSAT-12 | LEO circular a 650 km e 65˚ de inclinação | Baikonur |
| 2   | 26/09/2000 | MegSat-1 (Italia)/UniSat (Italia)/TiungSat-1 (Malásia)/ SaudiSat-1A & SaudiSat 1B (Arábia Saudita) | LEO circular a 650 km e 65˚ de inclinação | Baikonur |
| 3   | 20/12/2002 | LatinSat 1 & LatinSat 2 (Argentina)/SaudiSat-1S (Arábia Saudita)/UniSat 2 (Italia)/Rubin 2 (Alemanha)/TrailBlazer Test (EUA) | LEO circular a 650 km e 65˚ de inclinação | Baikonur |
| 4   | 29/06/2004 | Demeter (França)/ Saudicomsat-1, Saudicomsat 2 & Saudisat 2 (Arábia Saudita)/ LatinSat C & LatinSat D (Argentina)/ Unisat-3 (Italia)/ Amsat Echo (EUA)                                                                                           | SSO 700 km × 850 km e 98˚ de inclinação   | Baikonur |
| 5   | 24/08/2005 | OICETS & INDEX (Japão) | SSO 600 km × 50 km e 98˚ de inclinação    | Baikonur |
| 6   | 12/07/2006 | Genesis I (EUA) | LEO circular a 560 km e 65˚ de inclinação | Yasny    |
| 7   | 26/07/2006 | BelKA (Bielorrússia)/ UniSat-4 & PiCPoT (Italia)/ Baumanets ( Rússia)/ AeroCube-1, CP1, CP2, ICEcube-1, ICEcube-2, ION, KUTESat, Merope, Rincon 1, Mea Huaka`i (Voyager) & SACRED (USA)/HAUSAT-1 (Coreia do Sul)/Ncube-1 (Noruega)/SEEDS (Japão) | falhou em atingir a órbita                | Baikonur |
| 8   | 17/04/2007 | EgyptSat 1/SaudiSat 3/SaudiComSat 3-7 /AKS 1/AKS 2/Cal Poly Picosatellite Project 3 &4/CAPE 1/Libertad 1(Colômbia)/AeroCube 2/CubeSat TestBed 1/MAST                                                                                             | SSO 692 km × 665 km e 98˚ de inclinação   | Baikonur |
| 9   | 15/06/2007 | TerraSAR-X | LEO circular a 514 km e 97˚ de inclinação | Baikonur |
| 10  | 28/06/2007 | Genesis II | LEO circular a 560 km e 65˚ de inclinação | Yasny    |
| 11  | 29/08/2008 | RapidEye 1/2/3/4/5 | [ 7 ]                                     | Baikonur |
| 12  | 01/10/2008 | THEOS | SSO                                       | Yasny    |
| 13  | 29/07/2009 | DubaiSat-1/Deimos-1/UK-DMC 2/Nanosat 1B/AprizeSat-3/AprizeSat-4 | SSO                                       | Baikonur |
| 14  | 08/04/2010 | Cryosat-2 | Polar                                     | Baikonur |
| 15  | 15/06/2010 | Prisma, Picard, BPA-1 | SSO                                       | Yasny    |
| 16  | 21/06/2010 | TanDEM-X | LEO                                       | Baikonur |
| 17  | 17/08/2011 | Sich-2, NigeriaSat-2, NX, RASAT, EduSAT, AprizeSat-5, AprizeSat-6, BPA-2 | LEO                                       | Yasny    |
| 18  | 22/08/2013 | KOMPSat-5 | LEO                                       | Yasny    |
| 19  | 21/11/2013 | STSAT-3, DubaiSat-2, SkySat 1, etc. | LEO                                       | Yasny    |

## Falha no lançamento
O comitê que investigou a falha no lançamento de 26 de Julho de 2006, concluiu que a falha foi causada por um mal funcionamento da bomba hidráulica da câmara de combustão N˚ 4. Este mal funcionamento causou instabilidade na rolagem alterando os ângulos em dois dos eixos de rolagem. A combustão cessou 74 segundos depois do lançamento. O local da queda foi a 150 km de distância numa região não povoada do Cazaquistão.
Os propelentes tóxicos poluíram o local da queda forçando a Rússia a pagar o equivalente a 1,1 milhões de dólares à título de compensação. O foguete usado nesse lançamento, havia sido fabricado a mais de 20 anos. Procedimentos para o lançamento foram alterados para prevenir futuros problemas desse tipo.